# David Konečný
David Konečný (Boskovice, 10 ottobre 1982) è un pallavolista ceco.
Gioca nel ruolo di opposto nel Tours Volley-Ball.

## Carriera
La carriera di David Konečný inizia nel Volejbalový Klub Ostrava, dove passa dalle giovanili alla prima squadra nella stagione 2000-01; con il club ceco vince un campionato ed esordisce nelle coppe europee, ottenendo come miglior risultato i play-off a 12 nella European Champions League 2006-07. A partire dal 2005 viene inoltre convocato stabilmente nella nazionale della Repubblica Ceca e prende parte con essa al campionato mondiale 2006.
Terminata l'esperienza nel suo paese si trasferisce nel massimo campionato francese, quando nel campionato 2008-09 viene tesserato dal Tours Volley-Ball, ottenendo diversi successi fra cui cinque titoli di campione di Francia, sei Coppe di Francia, tre Supercoppe francesi e la Coppa CEV 2016-17, dove viene premiato come MVP.

## Palmarès

### Club
- Campionato ceco: 1

2005-06
- Campionato francese: 5

2009-10, 2011-12, 2012-13, 2013-14, 2014-15
- Coppa di Francia: 6

2008-09, 2009-10, 2010-11, 2012-13, 2013-14, 2014-15
- Supercoppa francese: 3

2012, 2014, 2015
- Coppa CEV: 1

2016-17

### Premi individuali
- 2013 - Ligue A: Miglior opposto
- 2017 - Coppa CEV: MVP